# Raymond C. Moore Medal for Paleontology
Die Raymond C. Moore Medal ist eine jährlich seit 1980 vergebene Auszeichnung der Society for Sedimentary Geology (SEPM) im Bereich Paläontologie. Insbesondere werden Beiträge geehrt, die mit Sedimentologie verbunden sind, wie Stratigraphie und Paläoökologie. Sie ist nach Raymond C. Moore benannt.
Die Preisträger sind nicht an eine Nationalität oder Mitgliedschaft in der SEPM gebunden.

## Preisträger
- 1980 Norman D. Newell
- 1981 G. Arthur Cooper
- 1982 Curt Teichert
- 1983 Adolf Seilacher
- 1984 Helen T. Loeblich
- 1985 Arthur J. Boucot
- 1986 Preston Cloud
- 1987 Alfred R. Loeblich junior
- 1988 Walter C. Sweet
- 1989 Derek V. Ager
- 1990 William A. Cobban
- 1991 Erle Kauffman
- 1992 Raymond C. Gutschick
- 1993 Reuben J. Ross
- 1994 Robert W. Frey
- 1995 N. Gary Lane
- 1996 Alan B. Shaw
- 1997 Alan H. Cheetham
- 1998 Richard K. Bambach
- 1999 Stig M. Bergström
- 2000 William A. Berggren
- 2001 David L. Clark
- 2002 Charles A. Ross
- 2003 S. George Pemberton
- 2004 Isabella Primoli Silva
- 2005 Andrew H. Knoll
- 2006 Allison Palmer
- 2007 Ray Ethington
- 2008 Richard Fortey
- 2009 Leo Hickey
- 2010 Jere Lipps
- 2011 Barun Kumar Sen Gupta
- 2012 Carlton E. Brett
- 2013 Kenton Stewart Wall Campbell
- 2014 David J. Bottjer
- 2015 Ann Freeman Budd
- 2016 Anna K. Behrensmeyer
- 2017 Susan Kidwell
- 2018 William Ausich
- 2019 Pamela Hallock-Muller
- 2020 Mary Droser
- 2021 Nigel Hughes
- 2022 Luis Buatois
- 2023 James MacEachern
- 2024 Shuhai Xiao
- 2025 David Meyer[1]